# Niklaus von Wyle
Niklaus von Wyle (1410-1479) (* Bremgarten, 1410 † Stuttgart, 13 de Abril de 1479), foi humanista, tradutor, poeta e chanceler alemão. Considerado um dos grandes expoentes do humanismo alemão, fez amizades com inúmeros humanistas, dentre eles, Enea Silvio Piccolomini (desde 1451) e em 1459 o humanista alemão, Albrecht von Eyb (1420-1475)..

## Biografia
Wyle estudou artes liberais junto com o médico e humanista Heinrich Steinhöwel (1412-1479) em Viena, onde conseguiu o diploma de baccalaureus artium em 1433. Pouco depois deu aulas em Zurich, sendo nomeado chanceler em Radolfzell em 1444 e secretário do Conselho de Nuremberg em 1447. Em 1463, é nomeado conde palatino pelo imperador Frederico III. Na cidade de Esslingen, deu aulas particulares de escrita latina e alemã, estilística e ortografia, de direitos notariais e de literatura do primeiro renascimento italiano. Se distinguiu, sobretudo, pelas suas traduções alemãs de obras latinas. Em dezembro de 1469 vamos encontrá-lo ativo em Stuttgart, como vice-chanceler na administração da Corte dos condes de Württemberg. 

## Obras
- "Dialog zwischen Bauer und Edelmann über den Adel", 1470
- "Lobrede auf die Frauen", 1474
- "Translatzen", 1478

### Traduções alemãs de obras latinas
- Historia de duobus amantibus, de Piccolomini.
- Dialogus an seni sit uxor ducenda, de Poggio Bracciolini (1380-1459).
- O Decamerão, de Giovanni Boccaccio (1313-1375)
- Coletânea de cartas de Piccolomini, 1464, estas cartas constituíam admirável exemplo do estilo latino.